# 빈 노면전차

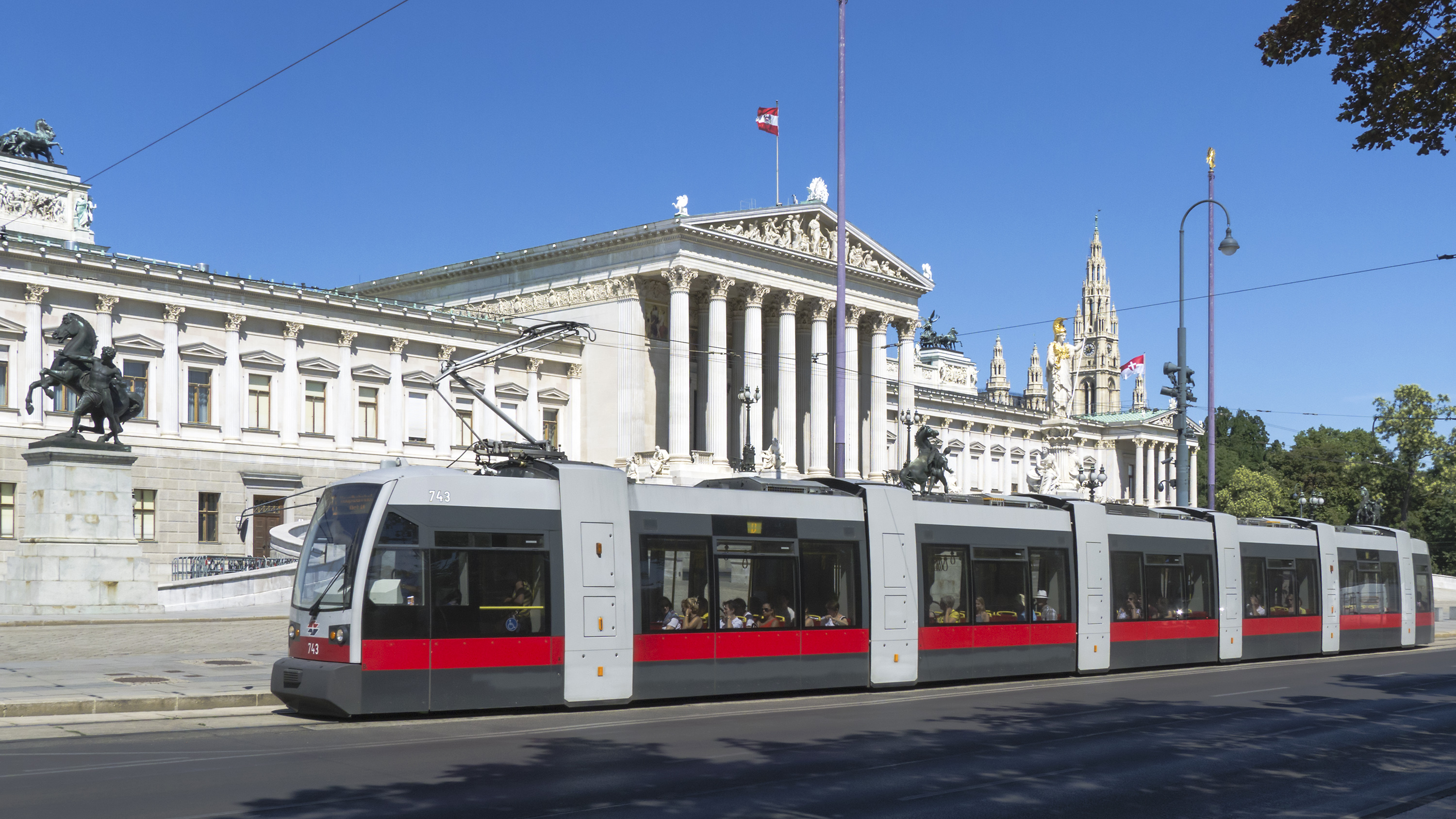
빈 노면전차

빈 노면전차(독일어: Wiener Straßenbahn)는 오스트리아 빈에서 운영되는 노면전차 시스템이다. 1865년부터 운행을 시작하였다. 현재 총 길이가 약 176.9 킬로미터 (109.9 mi)이고 역이 1,071개에 달한다.